# Rosa beggeriana
Rosa beggeriana là loài thực vật có hoa trong họ Hoa hồng. Loài này được Schrenk miêu tả khoa học đầu tiên năm 1841.